# 第38次長期滞在
第38次長期滞在(だい38じちょうきたいざい、英語: Expedition 38)は、国際宇宙ステーションでの38回目の長期滞在である。
ソユーズTMA-11Mのクルーがソチオリンピックのオリンピック聖火をISSまで輸送しており、2013年11月9日には船外での聖火リレーが行われた。その後同月11日にソユーズTMA-09Mが聖火を地球へ持ち帰った。なお、このためISSには一時的にTMA-09M、TMA-10M、TMA-11Mの3機のソユーズが接続しており、4日間の間の9人の搭乗員が乗り組んでいた。

## 乗組員
| 職務                 | 第一期 (2013年11月)                  | 第二期 (2013年11月-2014年3月)              |
| -------------------- | ------------------------------------ | ------------------------------------------ |
| 船長                 | オレッグ・コトフ, RSA 3度目の飛行    | オレッグ・コトフ, RSA 3度目の飛行          |
| フライトエンジニア 1 | セルゲイ・リャザンスキー, RSA 初飛行 | セルゲイ・リャザンスキー, RSA 初飛行       |
| フライトエンジニア 2 | マイケル・S・ホプキンス, NASA 初飛行 | マイケル・S・ホプキンス, NASA 初飛行       |
| フライトエンジニア 3 |                                      | 若田光一, JAXA 4度目の飛行                 |
| フライトエンジニア 4 |                                      | リチャード・マストラキオ, NASA 4度目の飛行 |
| フライトエンジニア 5 |                                      | ミハイル・チューリン, RSA 3度目の飛行      |

出典
JAXA, NASA, ESA

## ギャラリー

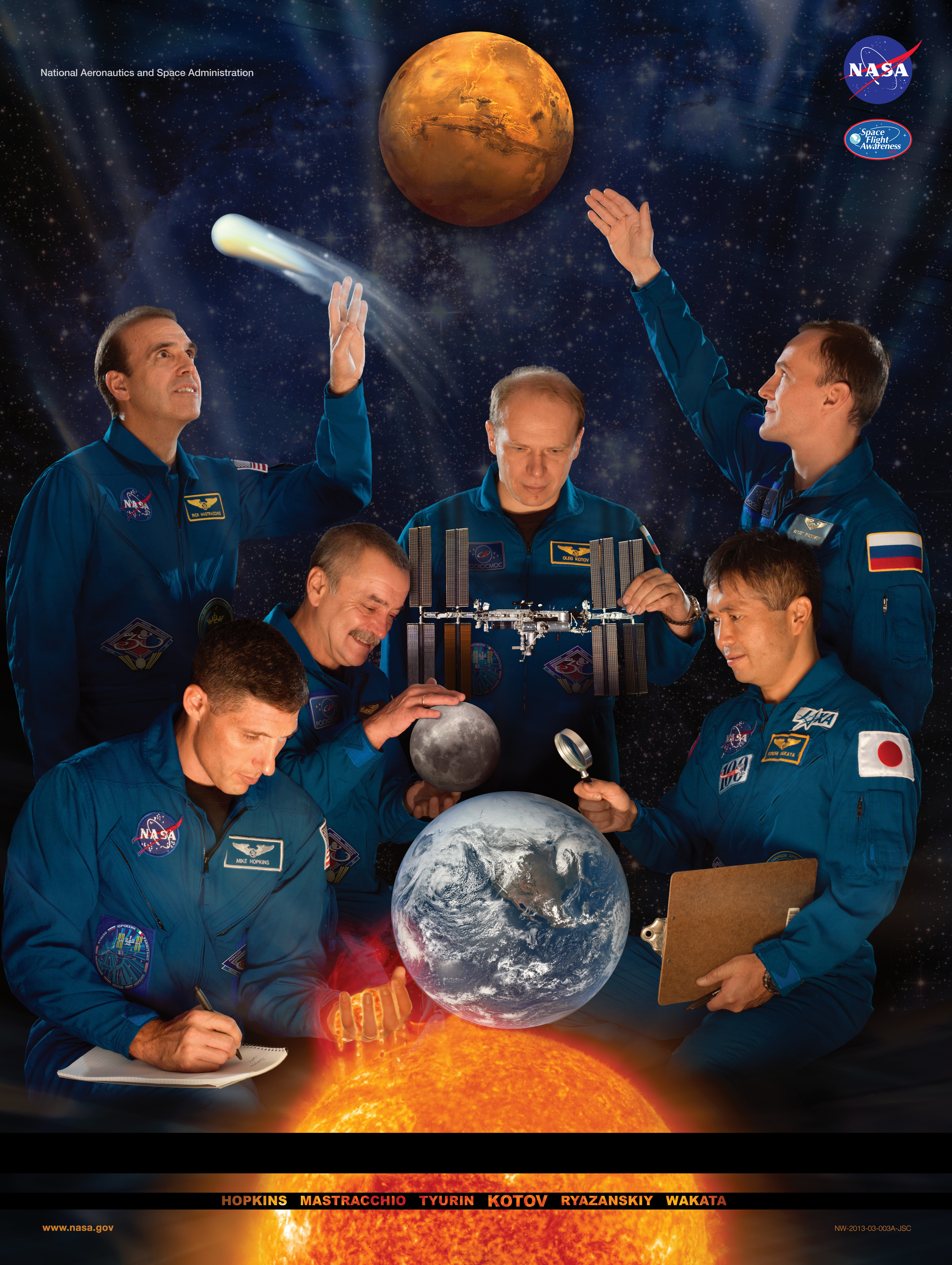
ポスター
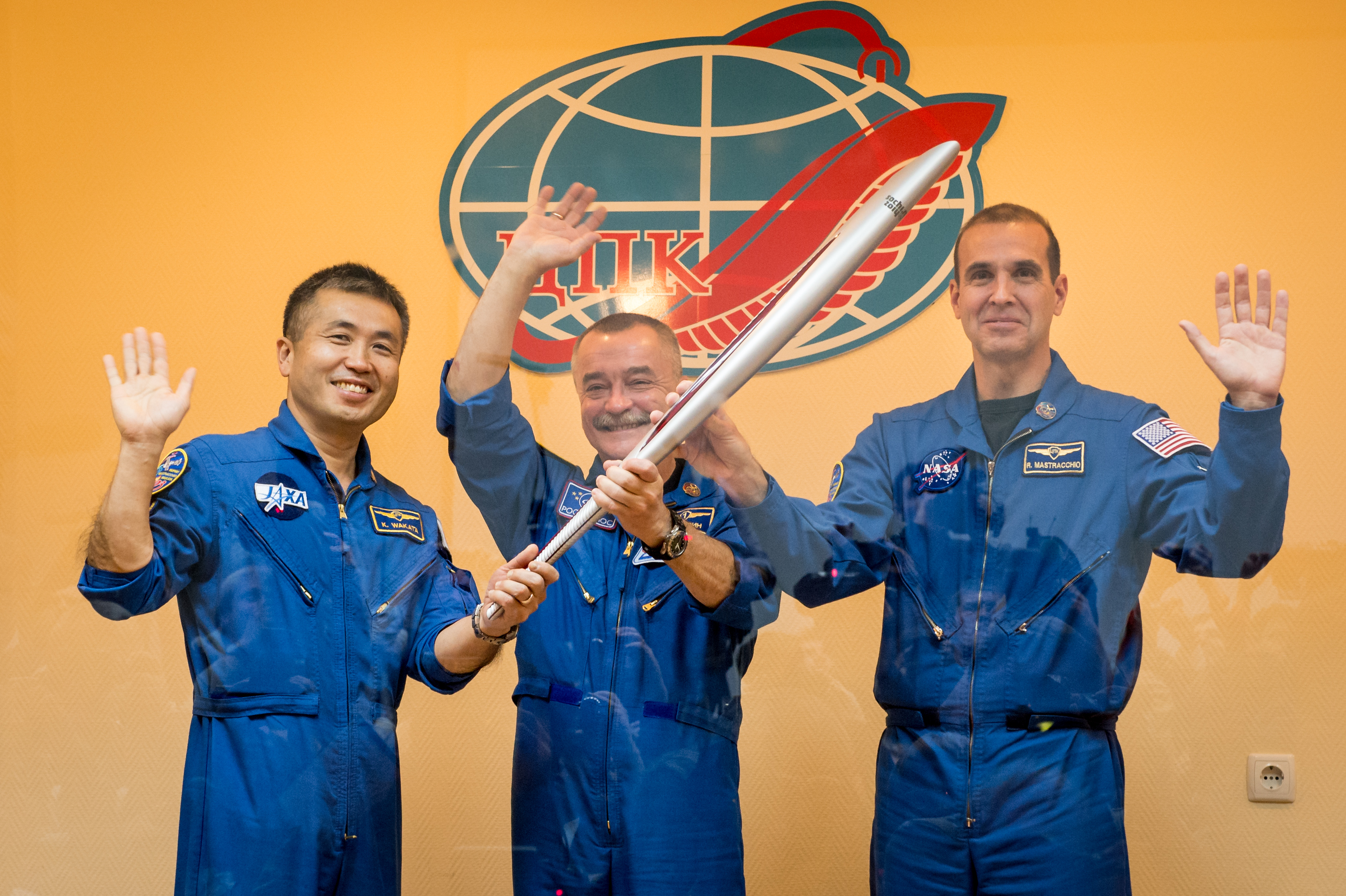
オリンピックトーチを持つソユーズTMA-11M乗組員
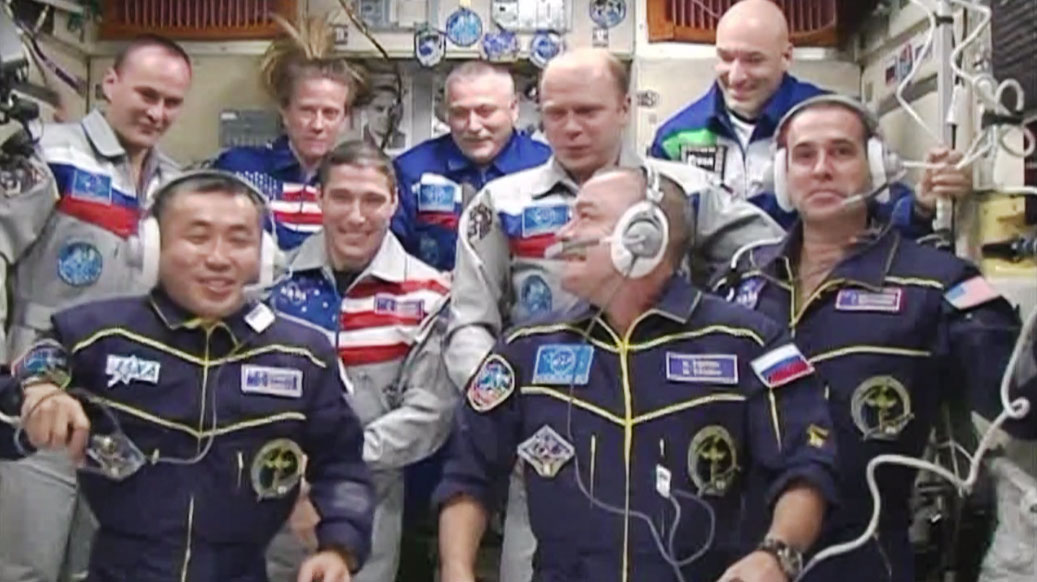
第38次長期滞在へのソユーズTMA-11M乗組員の参加歓迎会

## 註
1. ↑  “五輪＝ソチ「聖火」リレー、史上初の宇宙遊泳”.   ロイター (2013年11月10日). 2015年10月16日閲覧。
2. ↑  JAXA. “Astronaut Koichi Wakata Selected as Member of ISS Expedition Crew”. 2011年2月17日閲覧。
3. ↑  “NASA And Partners Name Upcoming Space Station Crew Members”.   NASA. 2011年2月19日閲覧。
4. ↑  “ESA astronaut Luca Parmitano assigned to 2013 Space Station mission”.   ESA. 2011年2月20日閲覧。